# BANDAI SPIRITS
株式会社BANDAI SPIRITS（バンダイスピリッツ、英: BANDAI SPIRITS CO., LTD.）は、ハイターゲット（年齢が高い人、大人）向けの玩具、プラモデル、コンビニエンスストアでの景品などの企画・開発・製造・販売を行う日本の企業。株式会社バンダイナムコホールディングスの完全子会社。コーポレート・メッセージは「夢・クリエイション～世界一の総合ホビーエンターテインメント企業～」。

## 概要
バンダイは、低年齢層の他にも、成人層のターゲット拡大に取り組んでいたが、倫理基準や安全基準において低年齢層と成人層で異なっており、同一ブランドで行っている商品展開が、バンダイの成長を阻害する要因となっていた。
2018年2月9日にバンダイナムコグループの再編が発表され、BANDAI SPIRITSはハイターゲット向けキャラクター事業を根幹とした新会社として同年2月15日に設立した。コーポレートロゴは、子供向けキャラクター事業を根幹としたバンダイとの差別化により、青色を模ったバンダイロゴを採用し、青バンダイとも称される。
主なブランドに一番くじ、TAMASHII NATIONS、CRANEKINGなどがある。うちCRANEKINGは2019年4月1日以降、バンプレストの吸収合併およびプライズ景品事業などの承継に伴い、BANPRESTOにブランド名を統一した。
バンダイナムコグループは、2019年4月期から2021年3月期の中期経営計画において、中期ビジョンに「CHANGE for the NEXT 挑戦・成長・進化」を掲げている。

## 沿革
- 2018年
  - 2月15日 - 設立。
  - 3月28日 - 経済産業省が、産業競争力強化法第24条第1項の規定に基づき、BANDAI SPIRITSから提出された「事業再編計画」を認定[7]。
  - 4月1日 - トイホビーユニットのうち、バンダイからコレクターズ事業部、ホビー事業部、IPロケーション開発部、ネット戦略室の各部署並びにこれらの部署が手がけている製品を、バンプレストからコンビニエンスストアなど向け景品などの企画・開発・製造・販売を、それぞれ吸収分割によって譲受[8][9]。
- 2019年4月1日 - バンプレストを吸収合併し、プライズ景品事業など同社の権利義務のすべてを承継[10][11]。
- 2022年12月20日 - ぬいぐるみ製造・販売を行う株式会社サンライズを子会社化。同社は2023年4月1日に社名をバンダイナムコヌイに変更[12]。
- 2023年10月1日 - 本社を東京都港区芝5丁目29番11号 G-BASE田町から同区三田3丁目5番19号 住友不動産東京三田ガーデンタワーへ移転[13][14]。

## 移管を受けた商品
- バンダイから移管
  - ガンプラなどのプラモデル製品
  - Bトレインショーティー
  - TAMASHII NATIONS[15][16]
    - S.H.Figuarts
    - 超合金シリーズ
    - ROBOT魂
    - 聖闘士聖衣神話

  - バンダイナムコグループ公式通販サイト「プレミアムバンダイ」
  - THE GUNDAM BASE、ガンダムカフェ、ガンダムスクエアの運営
- バンプレストから移管
  - 一番くじ
  - CRANEKING → BANPRESTO（クレーンゲーム景品）※2019年4月バンプレストの吸収合併に伴いブランドに統一
  - カピバラさん ※2019年4月より